# Chomelia ulei
Chomelia ulei är en måreväxtart som först beskrevs av Kurt Krause, och fick sitt nu gällande namn av Achille och Piero G. Delprete. Chomelia ulei ingår i släktet Chomelia och familjen måreväxter. Inga underarter finns listade i Catalogue of Life.